# Grugé-l'Hôpital
Pour les articles homonymes, voir L'Hôpital.
Grugé-l'Hôpital est une ancienne commune française, située dans le département de Maine-et-Loire en région Pays de la Loire.
Située dans le Haut-Anjou, près de l'Araize, la commune de Grugé-l'Hôpital résulte de la réunion de trois anciennes paroisses : Grugé, L'Hôpital de Bouillé et Saint-Gilles. Siège d'une châtellenie à l'époque médiévale, la commune va voir le passage d'une figure militaire française célèbre, en la personne du futur maréchal Leclerc qui y séjourne et y fait produire ses faux papiers sous le nom de « Philippe Leclerc ».
Depuis le 15 décembre 2016, le territoire appartient à la commune d'Ombrée d'Anjou.

## Géographie

### Localisation
La commune est située dans le Haut-Anjou, à environ 10 km de Pouancé, le chef-lieu de canton, et environ 15 km de Segré, la sous-préfecture.
Le territoire de la commune est limitrophe de ceux de sept communes :
|                    | Renazé (Mayenne) | La Boissière (Mayenne) |
| La Chapelle-Hullin | Grugé-l'Hôpital  | Bouillé-Ménard         |
| Vergonnes          | Combrée          | Bourg-l'Évêque         |

### Géologie et relief
Sur le plan géologique, la commune se trouve sur un terrain schisteux, de formation silurienne provenant du massif armoricain.
La commune se situe entre deux lignes de crête. Au nord, l'altitude est comprise entre 94 et 97 mètres, et descend de manière abrupte jusqu'à l'Araize, qui coule à 49 mètres. Le relief remonte alors progressivement vers le sud, le bourg de Grugé-l'Hôpital s'étant établi à 74 mètres environ, pour culminer à 106 mètres dans la forêt d'Ombrée.

### Hydrographie
L'Araize traverse la commune d'ouest en est. Elle est rejointe par le ruisseau des Griettes qui coule du nord au sud et par plusieurs autres ruisseaux coulant du sud au nord. Le ruisseau du Ruthor prend sa source sur la commune et coule en direction de l'est vers Bourg-l'Évêque. Au nord, le ruisseau de la Daguerie forme une frontière avec la commune mayennaise de La Boissière.

### Climat
La région du Haut-Anjou est caractéristique de la « douceur angevine ». Le climat du Maine-et-Loire étant un climat de transition entre le climat océanique de la côte atlantique et le climat continental de la Touraine, les hivers y sont doux et les étés agréables. À l'arrivée des perturbations venant de l'océan, le Haut-Anjou et Grugé-l'Hôpital sont en première ligne. Le nombre de jours de précipitations y oscille entre 140 et 150 par an.

### Paysages
Grugé-l'Hôpital fait partie de l'unité paysagère du Segréen, et plus particulièrement de la sous-unité paysagère du Pouancéen, qui se caractérise par un paysage vallonné, aux ondulations orientées d'est en ouest où le maillage bocager tend à se densifier au fur et à mesure que l'on descend dans les vallons.

## Toponymie
Le bourg de Grugé est nommé en 1149 comme « Ecclesia Grugii ». L'Hôpital symbolise l'ancienne paroisse de L'Hôpital de Bouillé, réunie à Grugé en 1808.

## Histoire

### Moyen Âge
L'église est donnée pendant le XIIe siècle par Philippe de Saucogné à l'évêque d'Angers Ulger, qui la lègue au chapitre de Saint-Maurice. Bien que le fief dépende de la baronnie de Pouancé, Jean II d'Alençon, seigneur de Pouancé, le donne à Jean Baraton, le seigneur de Champiré qui le conserve jusqu'à la Révolution. Un ancien château devait se trouver sur la commune, dans l'actuel bois de Saint-Gilles. Il est fait mention des ruines d'un château encore visible aux XVIIIe et XIXe siècles, centre d'une importante châtellenie. Une cave creusée dans la roche, connue sous le nom de « Grotte à Margot » ou « Cave à Margot », est encore visible dans le bois.

### Les Templiers et les Hospitaliers
L'ancienne église Saint-Jean de l'Hôpital, une ancienne chapelle de templiers, a été détruite en 1963 par la municipalité, faute d'entretien. Seule une ouverture à double meneaux qui éclairait le chœur de l'édifice a pu subsister sur le mur du chevet. Les anciens fonts baptismaux de la fin du XIIIe siècle, décorés de croix de Malte gravées, ont été sauvegardés et conservés.

### Ancien régime et Révolution
En 1790, la paroisse est intégrée au canton de Bouillé-Ménard. Le curé de Grugé prête le serment constitutionnel mais finit par se rétracter. Le curé de l'Hôpital refuse le serment et se rend en Angleterre. Pendant la chouannerie, la commune connaît des pillages, de vivres notamment. En l'an III, le canton de Bouillé-Ménard est démantelé et la commune intègre le canton de Pouancé.

### Époque contemporaine

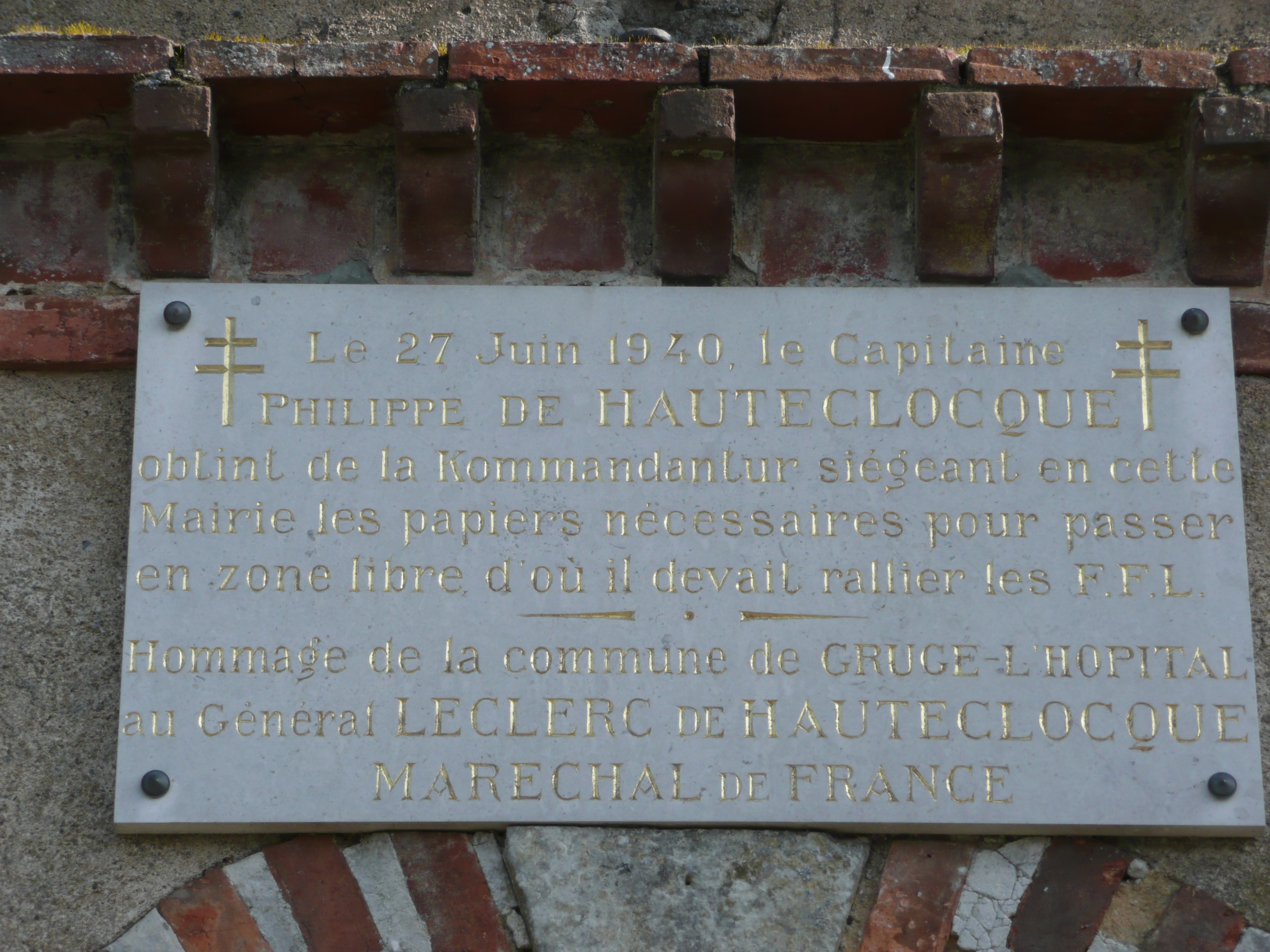
Plaque commémorative du passage du maréchal Leclerc dans la commune.

La mairie et l'école sont construits en 1860, la commune devant imposer pendant treize ans les habitants pour pouvoir financer les travaux. Philippe Leclerc de Hauteclocque, futur maréchal Leclerc, arrive en juin 1940 dans la commune rejoindre sa sœur, Yvonne Bodard de la Jacopière, propriétaire du château de Champiré. Il fait établir ses faux papiers à la mairie de la commune avant de partir rejoindre sa femme. Il revient en visite dans la commune en septembre 1946 afin de dire sa reconnaissance.

## Politique et administration

### Découpage territorial

#### Commune et intercommunalités
La commune adhère, comme les autres communes du canton de Pouancé, à un Syndicat intercommunal à vocation multiple (SIVM) créé en 1966. Celui-ci devient la Communauté de communes de la région de Pouancé-Combrée en 1995.

### Administration municipale
La commune comptant moins de 500 habitants, son conseil municipal est constitué de 11 élus.
| Période                                  | Période | Identité                           | Étiquette | Qualité |
| ---------------------------------------- | ------- | ---------------------------------- | --------- | ------- |
| 1792                                     | An VIII | Letourneux                         |           |         |
| An VIII                                  | An XIII | Bouvier                            |           |         |
| An XIII                                  | 1830    | Armand-Constant Aveline de Narcé   |           |         |
| 1830                                     | 1845    | François Poupart                   |           |         |
| 1845                                     | 1848    | Jallot                             |           |         |
| 1848                                     | 1858    | Édouard de Narcé                   |           |         |
| 1858                                     | 1865    | Julien Guéret                      |           |         |
| 1865                                     | 1865    | Lucien Guérin                      |           |         |
| 1865                                     | 1874    | Robin                              |           |         |
| 1874                                     | 1878    | Prosper Gabillard                  |           |         |
| 1878                                     | 1881    | François Poupard                   |           |         |
| 1881                                     | 1884    | Armand de Narcé                    |           |         |
| 1884                                     | 1900    | Raoul Tripier de Lozé              |           |         |
| 1900                                     | 1945    | Frédéric de Bodard de La Jacopière |           |         |
| 1945                                     | 1953    | Édouard Delanoë (Père)             |           |         |
| 1953                                     | 1965    | Joseph Bodinier                    |           |         |
| 1965                                     | 1989    | Édouard Delanoë (Fils)             |           |         |
| 1989                                     | 1995    | Roland Vallais                     |           |         |
| 1995                                     | 2008    | Clément Rouillère                  |           |         |
| 2008                                     | 2014    | Christian Delahaye                 |           |         |
| depuis 2014                              |         | Dominique Vallais                  |           |         |
| Les données manquantes sont à compléter. |         |                                    |           |         |

Depuis le 15 décembre 2016, Grugé-l'Hôpital constitue une commune déléguée au sein de la commune nouvelle d'Ombrée d'Anjou et dispose d'un maire délégué
| Période                                  | Période  | Identité           | Étiquette | Qualité |
| ---------------------------------------- | -------- | ------------------ | --------- | ------- |
| décembre 2016                            | mai 2020 | Christian Delahaye |           |         |
| mai 2020                                 | en cours | Pierrick Esnault   |           |         |
| Les données manquantes sont à compléter. |          |                    |           |         |

## Équipements et services publics

### Enseignement
Une école privée mixte (Saint-Joseph) dépendant de l'académie de Nantes accueille les enfants de maternelle et primaire. Les collèges se trouvent à Pouancé et les lycées se situent à Segré.

### Santé
Il n'y a pas de médecin ni d'infirmier installé à Grugé-l'Hôpital. Les plus proches sont basés à Combrée. Les hôpitaux sont à Pouancé ou Segré. La clinique la plus proche se situe à Segré, de même que le service maternité.

### Équipements communaux
La commune dispose pour unique équipement sportif d'un terrain de football, d'une bibliothèque pour équipement culturel et d'une salle de fête d'une capacité de 120 personnes.

## Population et société

### Démographie

#### Évolution démographique
L'évolution du nombre d'habitants est connue à travers les recensements de la population effectués dans la commune depuis 1793. À partir du 1er janvier 2009, les populations légales des communes sont publiées annuellement dans le cadre d'un recensement qui repose désormais sur une collecte d'information annuelle, concernant successivement tous les territoires communaux au cours d'une période de cinq ans. 
Pour les communes de moins de 10 000 habitants, une enquête de recensement portant sur toute la population est réalisée tous les cinq ans, les populations légales des années intermédiaires étant quant à elles estimées par interpolation ou extrapolation. Pour la commune, le premier recensement exhaustif entrant dans le cadre du nouveau dispositif a été réalisé en 2004,.
En 2014, la commune comptait 284 habitants, en évolution de −4,38 % par rapport à 2009 (Maine-et-Loire : +3,3 %, France hors Mayotte : +2,49 %).
| 1793 | 1800 | 1806 | 1821 | 1831 | 1836 | 1841 | 1846 | 1851 |
| ---- | ---- | ---- | ---- | ---- | ---- | ---- | ---- | ---- |
| 375  | 293  | 378  | 654  | 622  | 588  | 632  | 641  | 651  |

| 1856 | 1861 | 1866 | 1872 | 1876 | 1881 | 1886 | 1891 | 1896 |
| ---- | ---- | ---- | ---- | ---- | ---- | ---- | ---- | ---- |
| 662  | 666  | 669  | 590  | 603  | 631  | 615  | 589  | 585  |

| 1901 | 1906 | 1911 | 1921 | 1926 | 1931 | 1936 | 1946 | 1954 |
| ---- | ---- | ---- | ---- | ---- | ---- | ---- | ---- | ---- |
| 627  | 621  | 599  | 520  | 507  | 480  | 453  | 410  | 480  |

| 1962 | 1968 | 1975 | 1982 | 1990 | 1999 | 2004 | 2009 | 2014 |
| ---- | ---- | ---- | ---- | ---- | ---- | ---- | ---- | ---- |
| 452  | 378  | 309  | 269  | 258  | 286  | 284  | 297  | 284  |

#### Pyramide des âges
La population de la commune est relativement jeune. Le taux de personnes d'un âge supérieur à 60 ans (16,2 %) est en effet inférieur au taux national (21,6 %) et au taux départemental (21 %).		
Contrairement aux répartitions nationale et départementale, la population masculine de la commune est supérieure à la population féminine (50,8 % contre 48,4 % au niveau national et 48,6 % au niveau départemental).		
La répartition de la population de la commune par tranches d'âge est, en 2007, la suivante :		
- 50,8 % d’hommes (0 à 14 ans = 24,5 %, 15 à 29 ans = 18,5 %, 30 à 44 ans = 17,2 %, 45 à 59 ans = 25,2 %, plus de 60 ans = 14,6 %) ;
- 49,2 % de femmes (0 à 14 ans = 22,6 %, 15 à 29 ans = 20,5 %, 30 à 44 ans = 19,9 %, 45 à 59 ans = 19,2 %, plus de 60 ans = 17,8 %).

| Hommes | Classe d’âge | Femmes |
| ------ | ------------ | ------ |
| 0,7    | 90 ans ou +  | 0,7    |
| 6,6    | 75 à 89 ans  | 8,2    |
| 7,3    | 60 à 74 ans  | 8,9    |
| 25,2   | 45 à 59 ans  | 19,2   |
| 17,2   | 30 à 44 ans  | 19,9   |
| 18,5   | 15 à 29 ans  | 20,5   |
| 24,5   | 0 à 14 ans   | 22,6   |

| Hommes | Classe d’âge | Femmes |
| ------ | ------------ | ------ |
| 0,4    | 90 ans ou +  | 1,2    |
| 6,3    | 75 à 89 ans  | 9,2    |
| 11,8   | 60 à 74 ans  | 13,0   |
| 19,9   | 45 à 59 ans  | 19,4   |
| 20,6   | 30 à 44 ans  | 19,5   |
| 20,3   | 15 à 29 ans  | 19,1   |
| 20,6   | 0 à 14 ans   | 18,6   |

### Tourisme
Pour le tourisme, la commune est affiliée à l'Office de Tourisme de l'Anjou bleu.

## Économie
Selon l'Insee, la commune comptait en 2009, hors exploitations agricoles, seize entreprises dont deux dans l'industrie, trois dans la construction, dix dans le commerce, le transport, la réparation automobile et les services divers et une dans l'administration publique, l'enseignement, la santé et l'action sociale. Ces seize entreprises, avec les exploitations agricoles, emploient 34 salariés. Le taux de chômage dans la commune s'établissait à 7,6 % des actifs en 2007.
On comptait 21 exploitations agricoles en 2007. Le nombre d'exploitations a diminué entre 1988 et 2000, passant de 32 à 21, de même que la superficie cultivée, passant de 1 091 hectares (moyenne 34 hectares par exploitation) à 1 083 hectares (52 hectares par exploitation). Treize exploitations élevaient des bovins, le nombre de tête restant stable de 1 310 à 1 320 entre 1988 et 2000, et huit des volailles.

## Culture locale et patrimoine

### Lieux et monuments
La statue du maréchal Leclerc, œuvre d'Henry Murail inaugurée en 1980, est située devant l'église afin de rendre hommage au capitaine Philippe de Hautecloque qui, à la suite d'une blessure de guerre, s'est réfugié, pour sa convalescence, chez sa sœur Yvonne, mariée à Pierre de Bodard, propriétaire du château de Champiré. Voulant rejoindre Londres à la suite de l'appel du général de Gaulle, le capitaine de Hautecloque se fait faire de « vrais faux papiers d'identité » par le maire et le secrétaire de mairie au nom de Philippe Leclerc, ayant pour profession marchand de vins. Il peut ainsi sans encombre et à bicyclette, se rendre de la zone occupée en zone libre puis via l'Espagne rejoindre De Gaulle à Londres.
L'église Saint-Pierre de Grugé date probablement du XIIIe siècle, il a été retrouvé des ré-emplois de gré roussard. À l'intérieur de celle-ci se trouvent deux vitraux du XVIe siècle. Le premier, originellement dans l'église Saint-Jean de L'Hôpital et déplacé en 1937, représente un chevalier à genoux épaulé de la Vierge, priant saint Jean-Baptiste. Le second vitrail, exposé sur le chevet de l'église, représente la crucifixion avec Marie Madeleine au pied de la croix. De chaque côté de la croix, deux personnages en prière : Olivier de Baraton, seigneur de Champiré, aux côtés de saint Michel et son épouse Françoise de Sugère, aux côtés de saint Jean-Baptiste.
L'ancienne église Saint-Jean de l'Hôpital, seule une ouverture à double meneaux qui éclairait le chœur de l'édifice a pu subsister sur le mur du chevet.
La chapelle Saint-Gilles constituait l'église de la paroisse de Saint-Gilles, intégrée dans l'ancienne commune de L'Hôpital-de-Bouillé-et-Saint-Gilles. Repeinte en 1875 et restaurée en 1994, elle a cependant perdu deux tiers de sa longueur initiale avant la Seconde Guerre mondiale pour ne garder que le chœur. Le premier dimanche de septembre s'y effectue un pèlerinage pour honorer saint Gilles.
Le château de Champiré est à l'origine une maison forte seigneuriale dont le fief dépend de Pouancé. Le château est complètement rénové au XVIIIe siècle avec un corps de logis flanqué d'une aile.

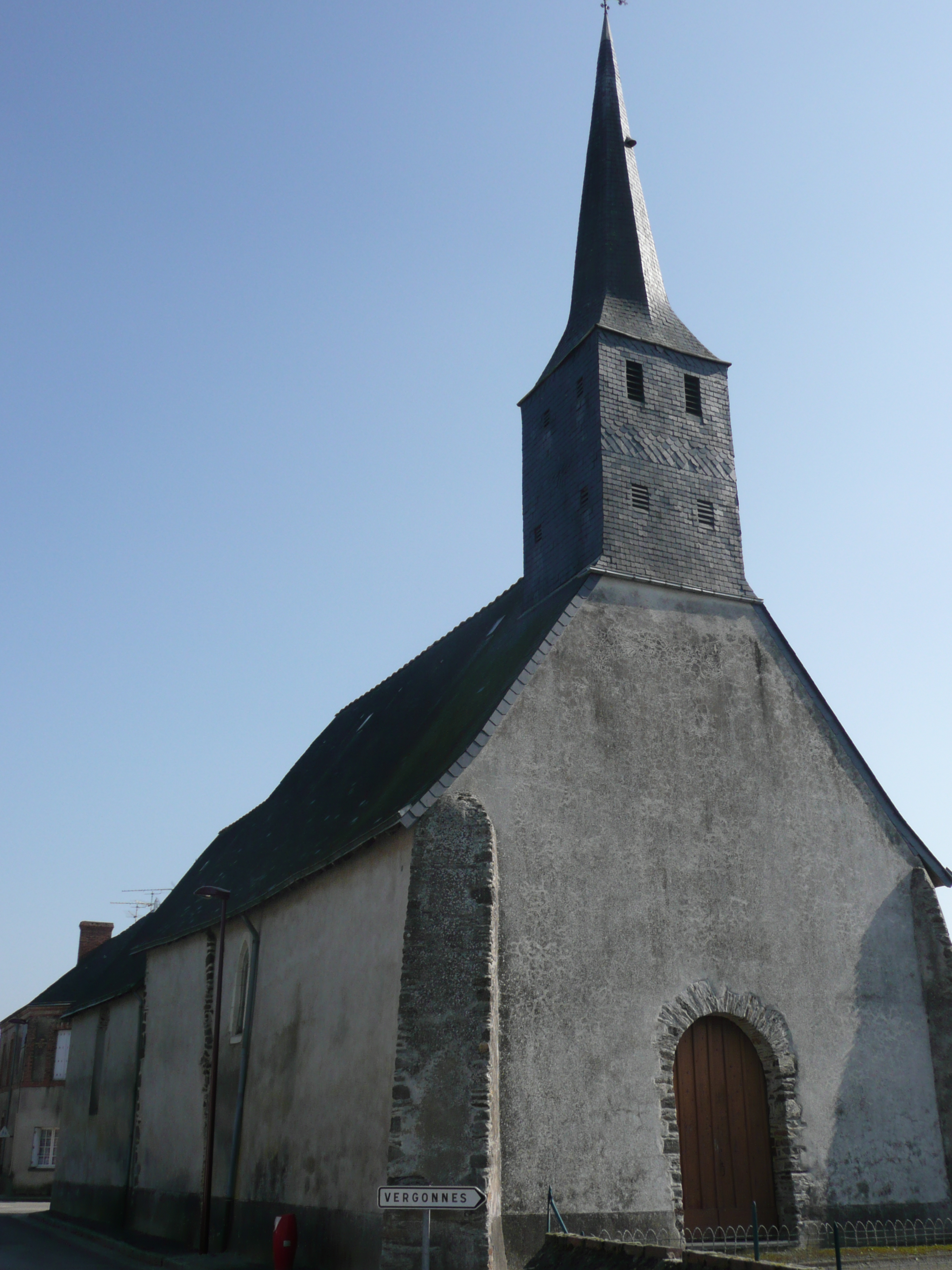
Église Saint-Pierre.
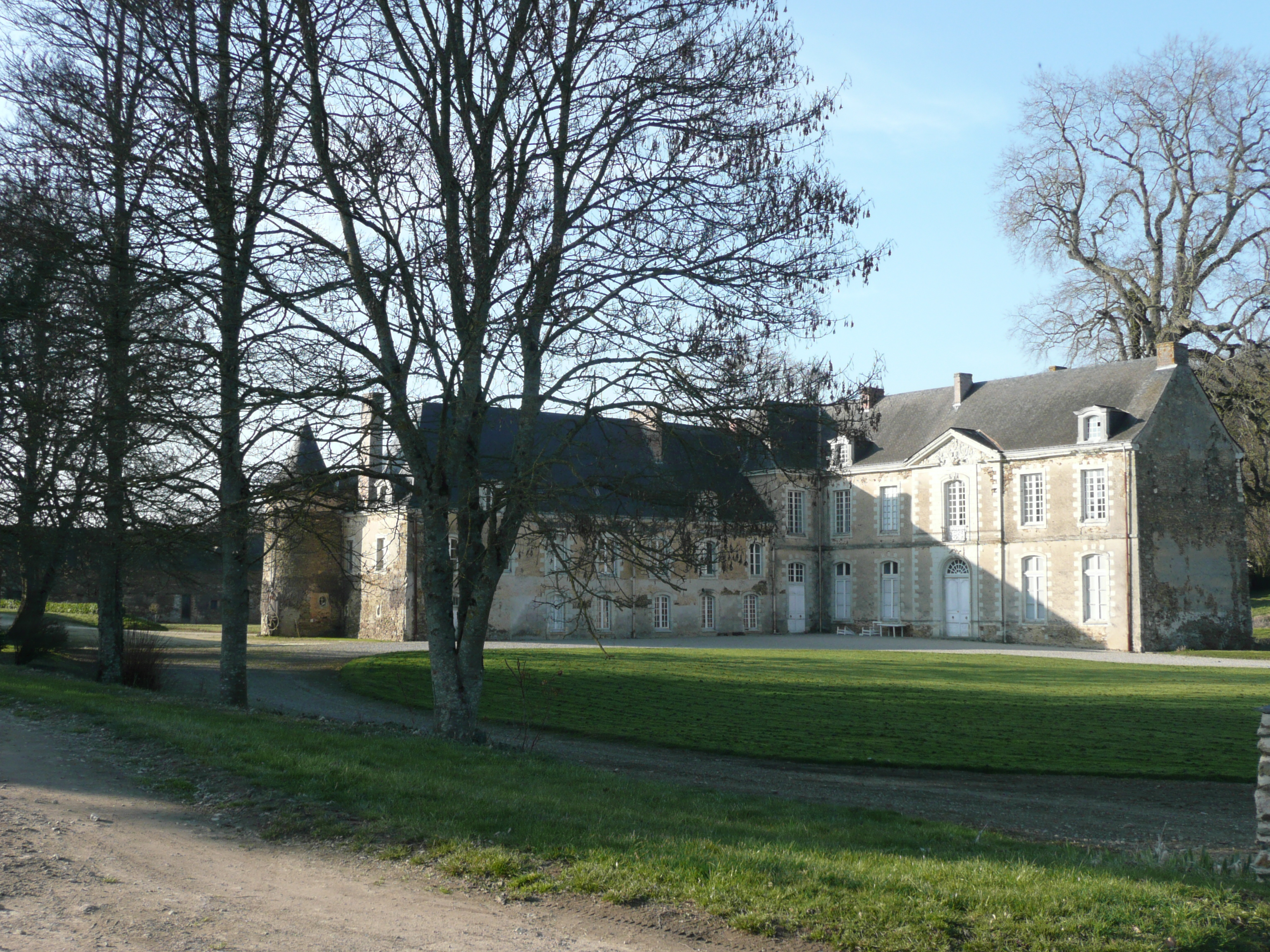
Château de Champiré.
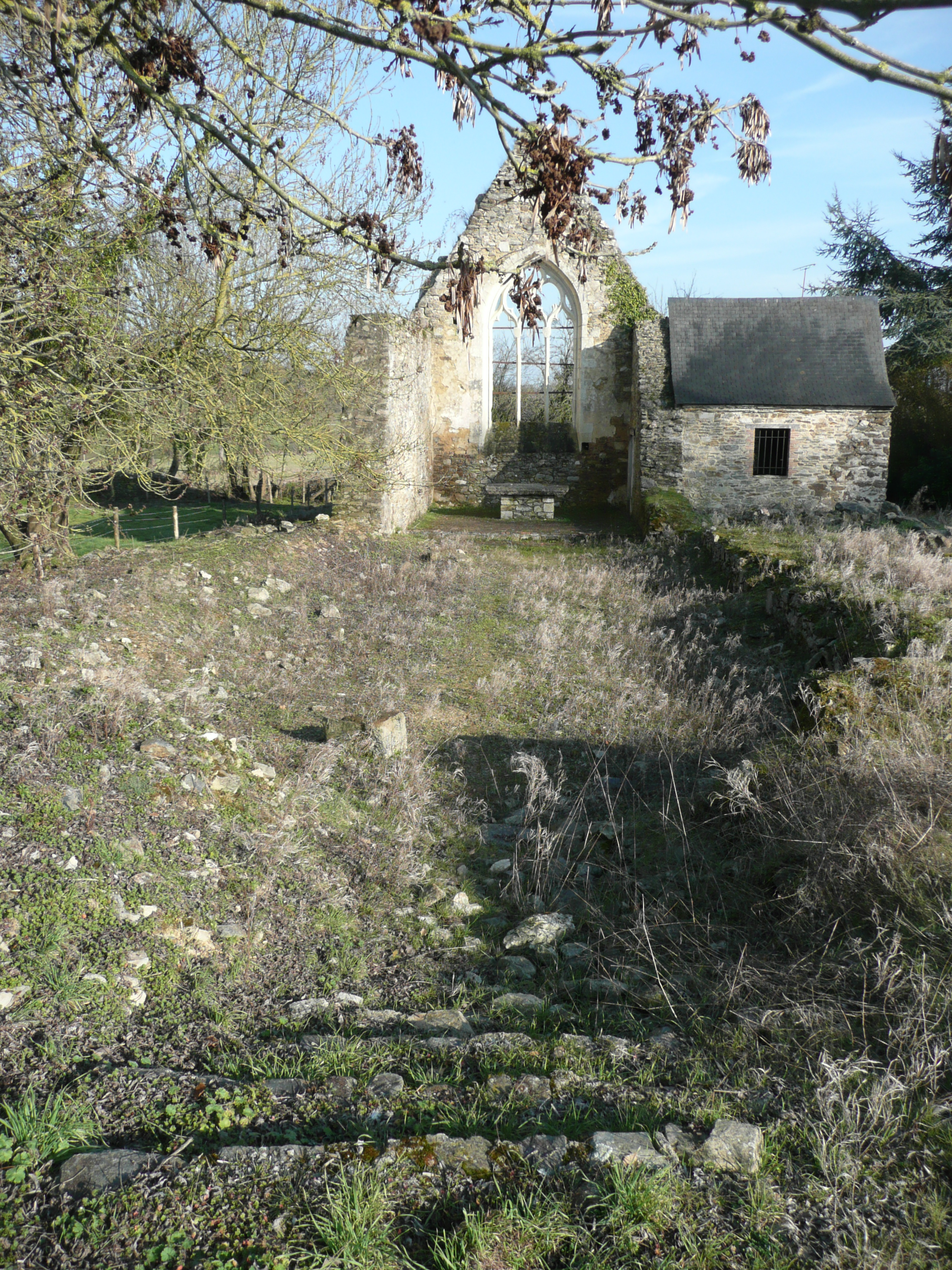
Vestiges de l'église Saint-Jean de l'Hôpital.
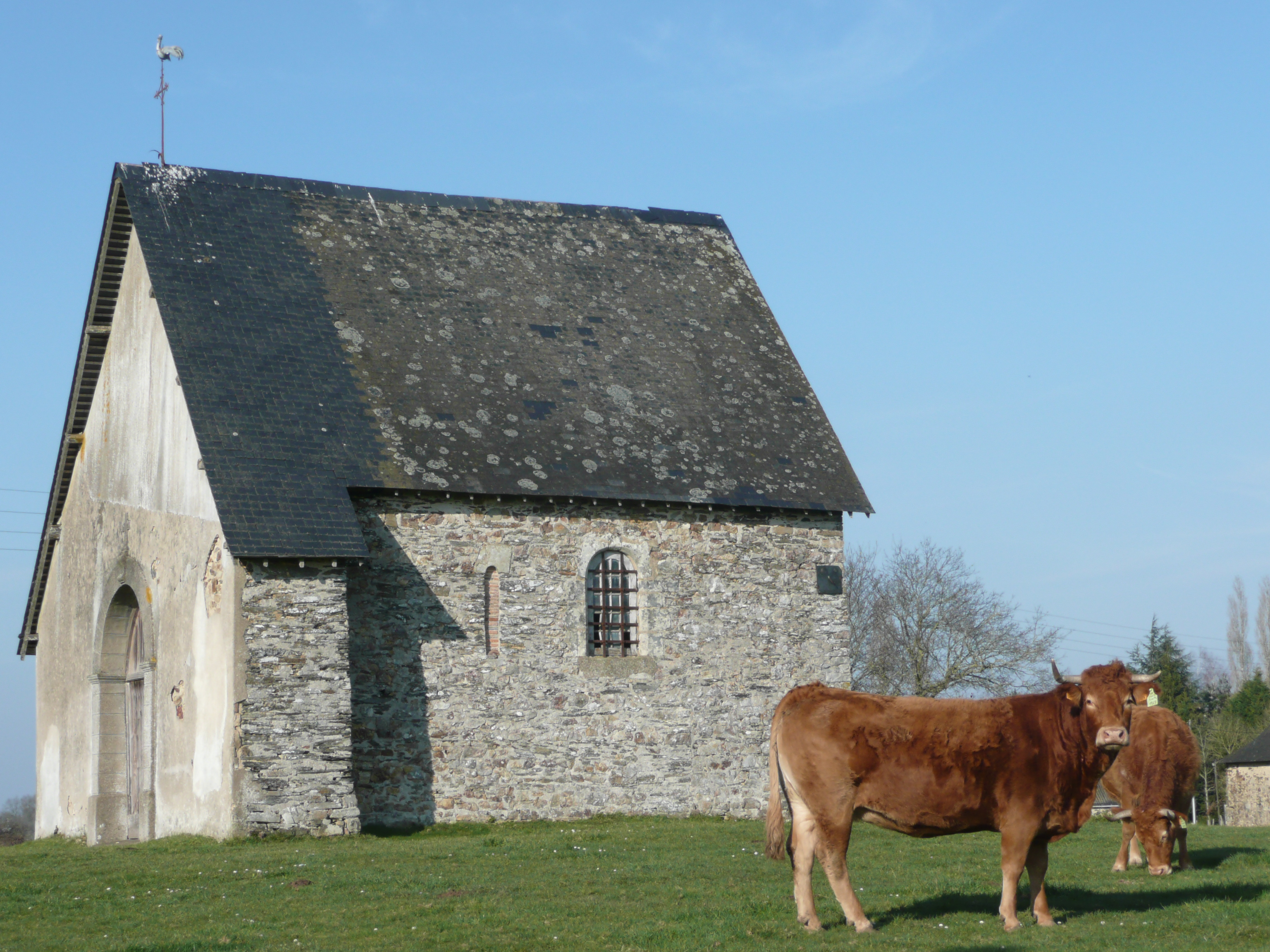
Chapelle Saint-Gilles.

### Personnalités liées à la commune
- Philippe de Hauteclocque y est passé pour s'y réfugier et faire établir ses faux papiers.